# Municipio de Chapulco
El municipio de Chapulco (del nahuatl: chapollin, co ‘chapulín, lugar’‘Lugar de chapulines’) es uno de los 217 municipios del estado mexicano de Puebla. Se localiza en el sureste de la entidad, en la zona del valle de Tehuacán.

## Geografía
El territorio de Chapulco comprende una superficie de 146.7 kilómetros cuadrados que equivalen al 0.25 % del territorio estatal. Se encuentra en el sureste del estado de Puebla, y sus coordenadas geográficas extremas son 18°35′ - 18°46′ de latitud norte y 97°20′ - 97°28′ de longitud oeste. Su altitud fluctúa de 1900 a 2600 metros sobre el nivel del mar. El municipio forma parte de la región de Tehuacán.
Limita al norte y norponiente con el municipio de Cañada Morelos; al oriente y al suroriente con municipio de Nicolás Bravo; al sur con el  municipio de Santiago Miahuatlán y al surponiente con el municipio de Tepanco de López. Al extremo nororiente limita con el estado de Veracruz, en particular con el municipio de Acultzingo.

### Orografía e hidrografía
Chapulco se encuentra situado en el talud occidental de la sierra Madre Oriental que limita por el este al valle de Tehuacán. La superficie del municipio tiene sus puntos más bajos alrededor de la cota de los 2000 m s. n. m. y se eleva hacia el nororiente hasta los 2500 m s. n. m. Alcanza uno de sus puntos más altos en el cerro Macho. En Chapulco tienen su nacimiento numerosos arroyuelos que forman parte de la cuenca del río Papaloapan y tributan sus aguas al canal de Tehuacán.

## Historia
Chapulco fue un señorío popoloca durante la épóca prehispánica que fue sometido al dominio español en 1522. Se entregó en encomienda a Esteban de Carbajal en el siglo XVI y al siguiente año pasó al dominio de la Corona de España. En 1837 fue declarado municipalidad del partido de Tehuacán por la Junta del Departamento de Puebla. En 1895 se segregó de su término el municipio de Nicolás Bravo, con cabecera en el pueblo de San Felipe Maderas.

## Demografía
De acuerdo a los resultados del Censo de Población y Vivienda realizado en 2010 por el Instituto Nacional de Estadística y Geografía; la población total del municipio de Chapulco es de 6 992 habitantes, de los cuales 3 343 son hombres y 3 649 son mujeres.
La densidad de población asciende a un total de _ personas por kilómetro cuadrado.

### Localidades
El municipio incluye en su territorio un total de ocho localidades. Las principales, considerando su población del censo de 2010 son:
| Localidad       | Población |
| Total Municipio | 6 992     |
| Chapulco        | 5 358     |
| Puente Colorado | 606       |
| Chapulco        | 570       |
| Aquiles Serdán  | 233       |

## Política

### Representación legislativa
Para la elección de diputados locales al Congreso de Puebla y de diputados federales a la Cámara de Diputados federal, el municipio de Chapulco se encuentra integrado en los siguientes distritos electorales:
Local:
- Distrito electoral local de 25 de Puebla con cabecera en Tehuacán.[7]

Federal:
- Distrito electoral federal 4 de Puebla con cabecera en la Ciudad de Ajalpan.[8]